# رابرت مک‌ناتون
رابرت مک‌ناتون (انگلیسی: Robert MacNaughton؛ زادهٔ ۱۹ دسامبر ۱۹۶۶) هنرپیشه اهل ایالات متحده آمریکا است.
از فیلم‌ها یا برنامه‌های تلویزیونی که وی در آن نقش داشته است می‌توان به ئی.تی. موجود فرازمینی اشاره کرد.